# Such Is Life
Such Is Life – trzeci singel polskiego piosenkarza Michała Szpaka promujący debiutancki album studyjny artysty Byle być sobą, mający swoją premierę 21 grudnia 2015. Utwór skomponował Jamie Axel, a tekst napisała Olivia Morney. Utwór jest balladą.

## Historia utworu

### Geneza
Utwór skomponował Jamie Axel, a tekst napisała Olivia Morney. Singel został wydany w formacie digital download 21 grudnia 2015, w tym samym dniu co ukazał się lyric video do utworu Color of Your Life z którym to „Such is Life" rywalizowało pod kątem zgłoszenia do polskich preselekcji na Konkurs Piosenki Eurowizji 2016. Ostatecznie „Such is Life" głosami fanów Michała Szpaka odrzucono na rzecz równolegle wydanego utworu. Piosenka została wydana jako singiel zapowiadający debiutancki album studyjny artysty pt. Byle być sobą, którego premiera odbyła się 13 listopada 2015.
Utwór doczekał się także polskiej wersji językowej – „Bo życie takie jest”, do którego tekst napisała Aldona Dąbrowska.

### Teledysk
21 grudnia 2015 w serwisie YouTube ukazał się oficjalny teledysk do piosenki, za którego reżyserię odpowiadał Janusz Tatarkiewicz, a za montaż odpowiedzialny był Miron Broda. Producentem teledysku była Agencja Artystyczno-Reklamowa As Plus Sławomira Sokołowskiego oraz J&J MusicArt LTD. Zdjęcia realizowane były w Parku Krajobrazowym w Bukowcu (k. Jeleniej Góry), w Teatrze Muzycznym w Poznaniu oraz w SQMStudio w grudniu 2015.

## Lista utworów
- Digital download[2]

1. „Bo życie takie jest” – 3:29
2. „Such Is Life” – 3:30